# دور باطل

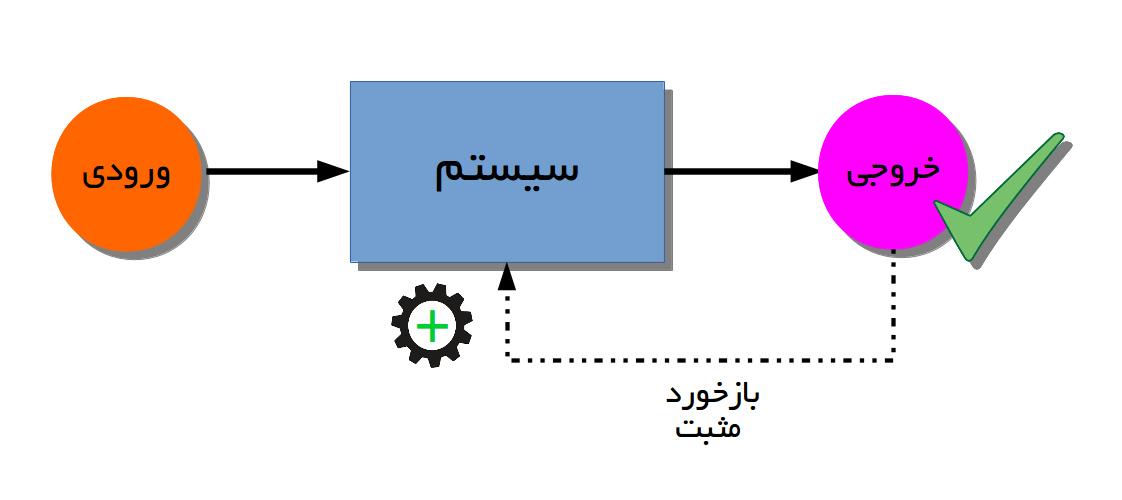
چرخهٔ مطلوب

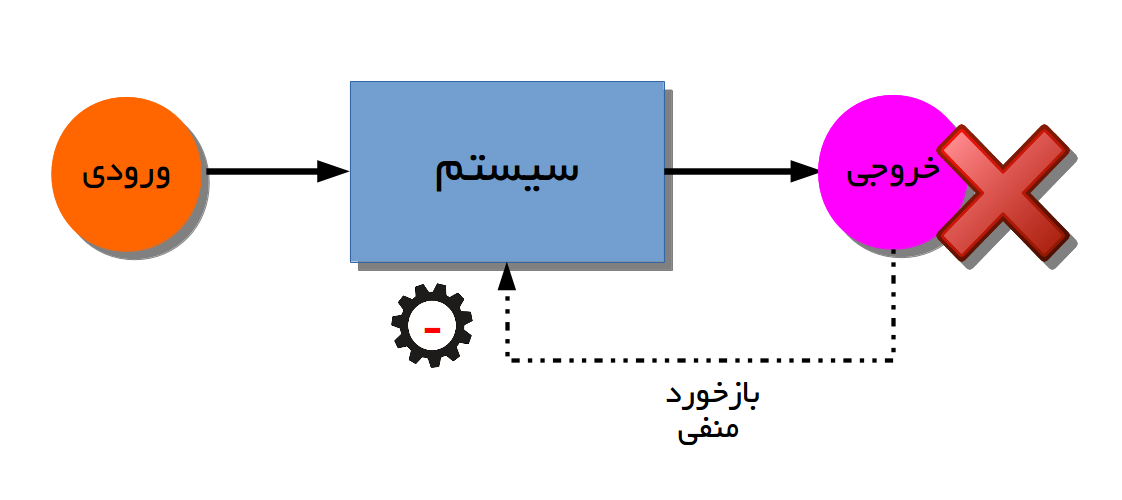
چرخهٔ معیوب

دور باطل یا چرخه مطلوب و چرخه معیوب یک زنجیره پیچیده از رویدادها است که خود را از طریق یک حلقه بازخورد تقویت می‌کند و نتایج زیان‌باری را با حفظ وضع موجود به عمل می‌آورد.
دایره تسلسل سامانه‌ای (سیستمی) است که حداقل در کوتاه مدت تمایلی به تعادل (اجتماعی، اقتصادی، هم‌ایستایی و غیره) ندارد. به عنوان نمونه در بازخورد مثبت، با هر بار تکمیل چرخه تسلسل چرخه پیشین تقویت می‌شود. یک دایره تسلسل در جهت حرکت خود ادامه خواهد داد تا زمانی که یک عامل خارجی برای شکستن این چرخه مداخله کند. یک مثال شناخته‌شده از یک چرخه معیوب در علم اقتصاد پدیده ابرتورم است.

### نام‌های دیگر
- چرخه معیوب
- تسلسل خبیثه
- چرخه خبیثه
- دور معیوب
- دایره معیوب
- دایره معایب

### چرخه مطلوب
چرخه فضیلت، دایره فضیلت یا یک چرخه مطلوب یک سیستم متضاد با چرخه معیوب است و نتیجه‌ای مطلوب به دنبال دارد. در یک سیستم با چرخهٔ مطلوب، نتایج مرتب بهتر می‌شوند، درحالی‌که در سیستمی با چرخهٔ معیوب وضعیت سیستم به‌مرور وخیم‌تر می‌گردد.

## نمونه و مثال‌ها

### در اقتصاد

#### حلقه‌های معیوب در بحران وام مسکن درجه دو

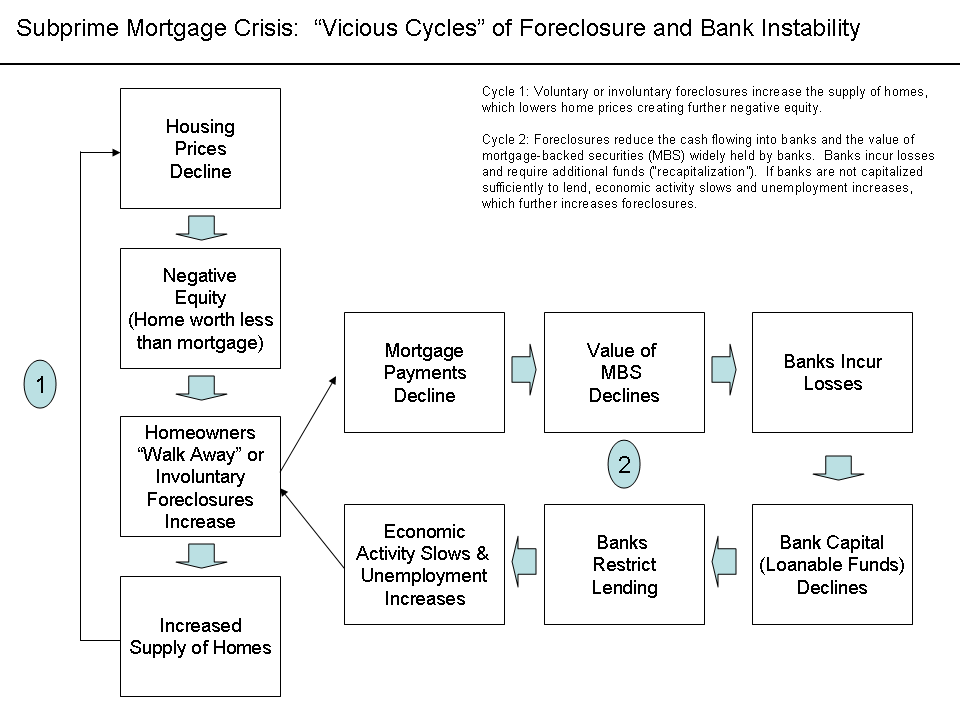
چرخه‌های معیوب در بحران وام درجه دو

بحران مسکن ۲۰۰۸ آمریکا در تاریخ اقتصادی معاصر، گروه پیچیده‌ای از دایره‌های معیوب را هم در پیدایش و هم در پیامدهای متنوع خود به ویژه در رکود اقتصادی اواخر دهه ۲۰۰۰ به وجود آورد. یک مثال خاص از یک دایره و چرخه معیوب مربوط به مسکن است. با کاهش قیمت مسکن، زمانی که ارزش بازار یک خانه کمتر از قیمت وام گرفته‌شده برای مسکن کاهش می‌یابد، صاحبان خانه‌های بیشتری از منظر اقتصادی به «زیر آب» می‌روند. این پدیده انگیزه ای برای فروختن و دور شدن از خانه خود، افزایش نکول و اجرائیه سند رهنی را فراهم می‌کند. این فرایند به نوبه خود، ارزش مسکن را نسبت به عرضه بیش از حد آن کاهش می‌دهد و در نتیجه چرخه معیوب تقویت می‌شود.
اجرائیه‌های کلان سند رهنی باعث کاهش جریان نقدینگی به بانک‌ها و ارزش اوراق بهادار با پشتوانه وام مسکن (MBS) که به‌طور گسترده توسط بانک‌ها نگهداری می‌شود، خواهد شد. بانک‌ها متحمل زیان می‌شوند و به وجوه اضافی نیاز خواهند داشت که به آن «تجدید سرمایه» نیز می‌گویند. اگر بانک‌ها به اندازه کافی برای وام دادن سرمایه نداشته باشند، فعالیت اقتصادی کند می‌شود و بیکاری افزایش می‌یابد و درنتیجه تعداد موارد اجرائیه‌های سند رهنی بیشتر می‌شود.
نوریل روبینی، اقتصاددان، در طی مصاحبه با چارلی رز در سپتامبر و اکتبر ۲۰۰۸ میلادی، چرخه‌های معیوب درون و در سراسر بازار مسکن و بازارهای مالی را تشریح کرد.

#### وابستگی به خودرو
وابستگی به خودرو نوعی چرخه معیوب توصیف شده است.

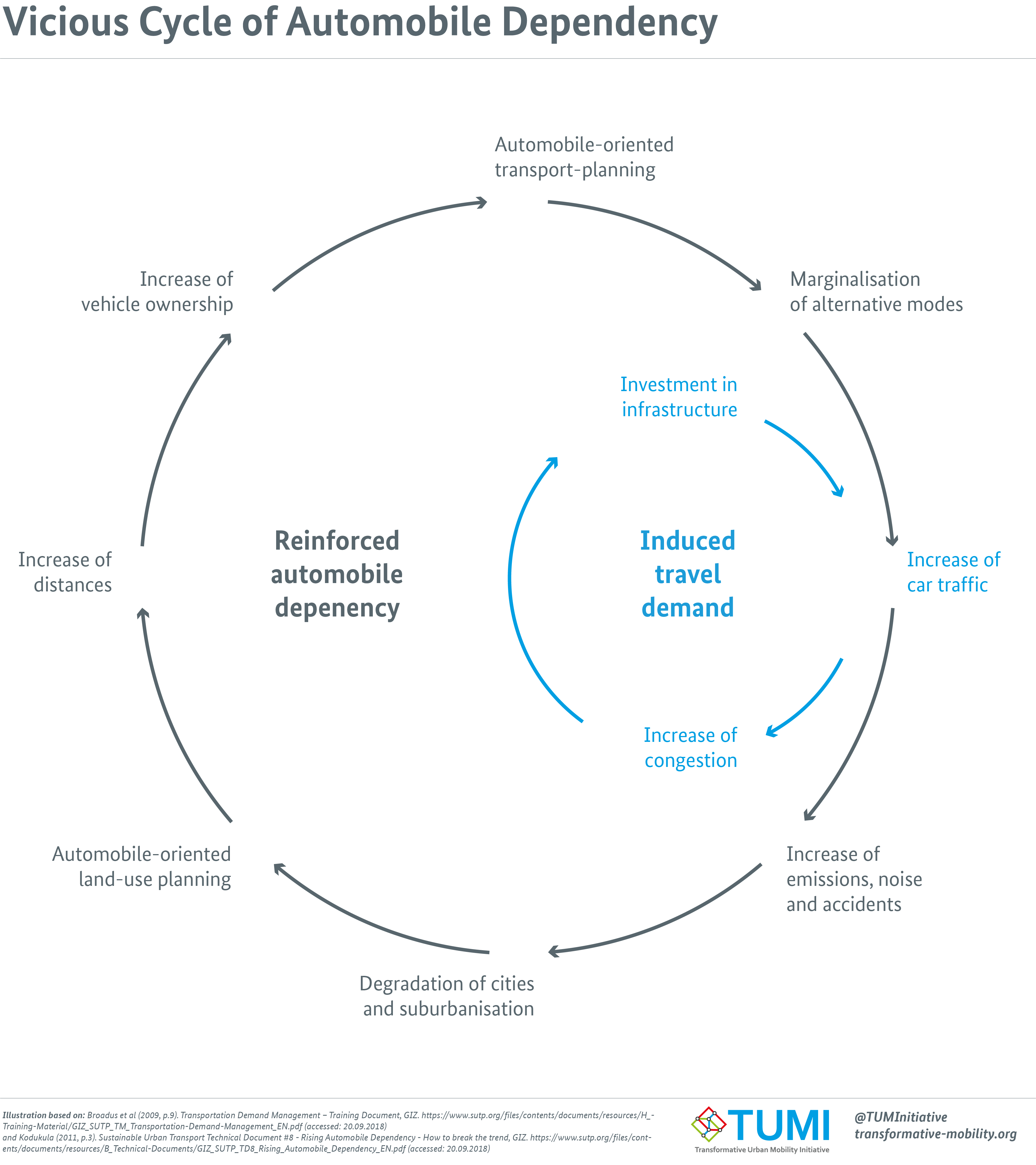
چرخه معیوب وابستگی به خودرو

#### چرخه معیوب فقر مالی
فقر مالی شدید منجر به عدم امکان تأمین مسکن، پوشاک، بهداشت و تغذیه مناسب در یک خانواده می‌گردد. معمولاً در این خانواده‌ها مشکلات دیگری نیز وجود دارد و کودکان از سنین پایین مجبور به کار کردن می‌باشند و امکان تربیت نسلی سالم و تحصیلکرده بسیار دشوار می‌گردد. این وضعیت معمولاً بدون مداخله عوامل خارجی به نسلهای بعدی منتقل می‌گردد.
یکی از مواردی که می‌تواند منجر به شکستن این چرخه معیوب گردد وجود فرزند/فرزندانی با تحصیلات عالیه در نسل بعدی می‌باشد. در این مثال لزوم حمایت دولتها از تحصیل و بهداشت رایگان و تأمین حداقل تغذیه سالم در مدارس مشاهده می‌گردد.

### در روان‌شناسی

#### چرخه معیوب افسردگی

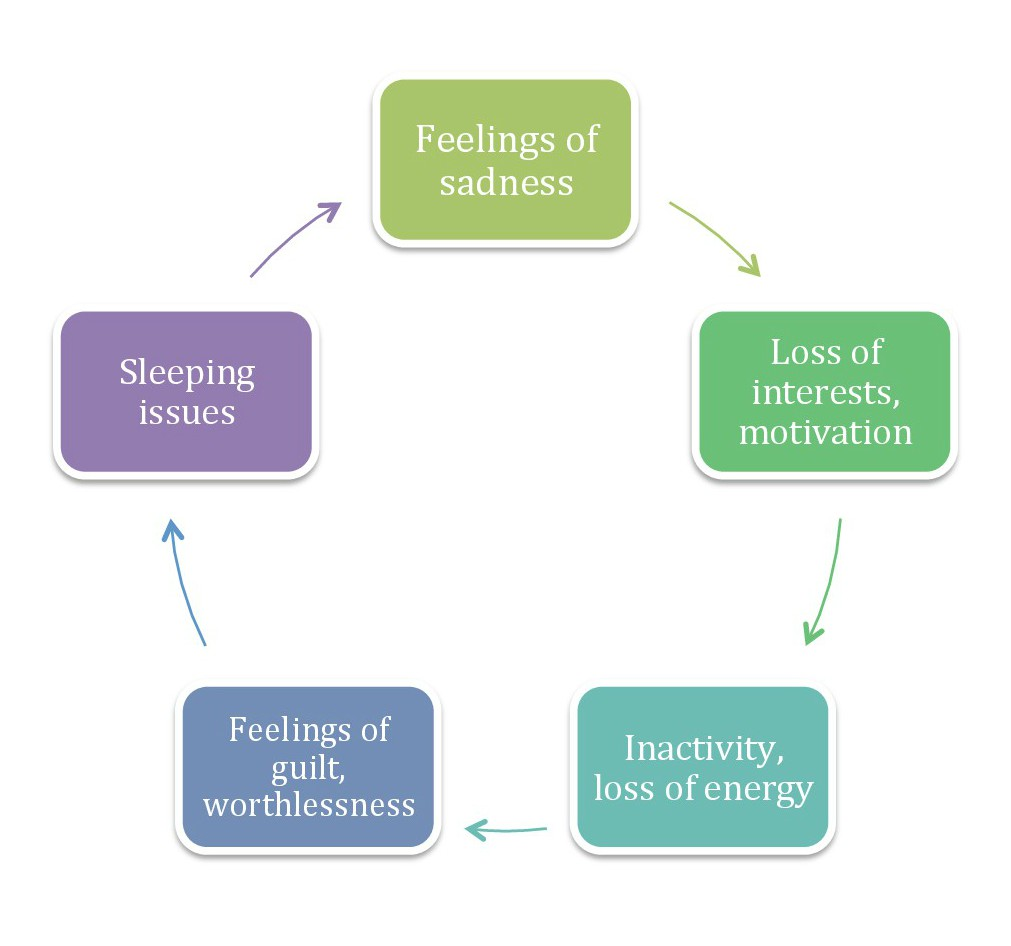
افسردگی به عنوان یک چرخه معیوب بیان می‌شود

افسردگی به عنوان یک چرخه معیوب بیان می‌شود. مشکلات در خوابیدن می‌توان حس ناراحتی را در فرد تقویت کند. حس ناراحتی حس از دست دادن انگیزه و علایق را در فرد ایجاد می‌کند و فرد انرژی خود را از دست می‌دهد. سپس حس گناه و بی‌مصرفی در فرد ایجاد می‌شود و دوباره مشکلات خواب فرد تقویت می‌شوند و این چرخه ادامه می‌یابد و تقویت می‌شود مگر مداخله‌ای در این چرخه صورت گیرد.

### در بوم‌شناسی

#### طراحی حلقه‌های فضیلت زیست‌محیطی
با مشارکت همه ذینفعان در مدیریت مناطق بوم‌شناختی و محیط‌زیستی، می‌توان یک دایره فضیلت ایجاد کرد که در آن محیط بومی بهبود یافته اقداماتی را در انسان‌ها برای حفظ و بهبود منطقه تشویق می‌کند.

### دیگر نمونه‌ها
نمونه‌های دیگر از یک چرخه معیوب عبارتند از چرخه فقر، مساقات، و تشدید خشکسالی. موج‌های مکرر همه‌گیری کووید-۱۹ یک چرخه معیوب در مقیاس جهانی است.

### مراجع عمومی و استناد شده
- Schlesinger, L.; Heskett, J. (1991). "Breaking the cycle of failure in services". Sloan Management Review. 31: 17–28.
- Rational Choice with Passion:Virtue in a Model of Rational Addiction – In this link the author uses Aristotelian virtue as a mediator between passion and reason in the construction of utility/consumption functions in an esoteric part of consumer behaviour theory related to decision making in addictive situations.
- China: A Stabilizing or Deflationary Influence in East Asia? The Problem of Conflicted Virtue – In this paper the author is using virtue in the sense of a positive outcome (balance of payments surplus) that conflicts with long term regional growth and stability.